# 陳立川
陳立川，台灣毒理專家、作家。擁有肯塔基大學毒理學博士學位。

## 生平
國立臺灣大學農業化學系畢業。服完兵役後即赴美國求學。在肯塔基大學取得毒理學博士學位，曾在美國國家健康研究院癌症中心從事博士後研究五年。2005年回台灣定居。擔任中華民國能量醫學學會第七、八屆理事長。
陳立川推廣「滋養、淨化、重生」的「養生三環」理念。也倡導生酮飲食，認為「少油少鹽，未必對身體有益」，吃對好油能讓身體健康。
撰有多本健康養生方面的書籍，包括：《脂肪與油救命聖經》、《別讓癌症醫療殺死你!》、《只要17個好觀念：一生無病絕對有機會》、《健康，從齒開始》、《解毒高手》、《跟著博士養生就對了》、《人體空間排毒》、《你補了幾顆毒牙》等。